# Birkhoff (månekrater)
Birkhoff er et gigantisk nedslagskrater på Månen af typen "bjergomgiven slette". Det ligger på den nordlige halvkugle på Månens bagside og er opkaldt efter den amerikanske matematiker George David Birkhoff (1884 – 1944).
Navnet blev officielt tildelt af den Internationale Astronomiske Union (IAU) i 1970. 
Krateret observeredes første gang i 1965 af den sovjetiske rumsonde Zond 3.

## Omgivelser
Birkhoffs ydre væg grænser op til Carnotkrateret mod syd, Rowlandkrateret langs den vestlige rand og Stebbinskrateret mod nord. Tæt på i nordøstlig retning ligger Van't Hoff -krateret.

## Karakteristika
Krateret er et meget gammelt og er stærkt eroderet, og dets overflade er omformet af mange nedslag både i det indre og langs dets rand.
Hvad der nu er tilbage af kraterets ydre omkreds er et forrevet skrånende højdedrag langs den indre kratervæg, og randen er blevet slidt ned, til den er i niveau med det irregulære terræn udenfor. Kraterranden er arret af små kratere af varierende dimensioner.
Inde i krateret findes adskillige kratere, som er bemærkelsesværdige i sig selv. Langs den nordvestlige indre rand ligger det eroderede "Birkhoff X", mens "Birkhoff Q" ligger længst mod syd i den sydvestlige kraterbund. Det sidste er med en lav højderyg forbundet med dobbeltkraterne "Birkhoff K" og "L" i kraterets østre halvdel. De mindre og yngre kratere "Birkhoff Y" og "Z" ligger i den nordlige del af kraterbunden. Resten af bunden er flad nogle steder, men også med ujævne områder og mange småkratere.

## Satellitkratere
De kratere, som kaldes satellitter, er små kratere beliggende i eller nær hovedkrateret. Deres dannelse er sædvanligvis sket uafhængigt af dette, men de får samme navn som hovedkrateret med tilføjelse af et stort bogstav. På kort over Månen er det en konvention at identificere dem ved at placere dette bogstav på den side af satellitkraterets midte, som ligger nærmest hovedkrateret. Birkhoffkrateret har følgende satellitkratere:
| Birkhoff | Længde  | Bredde   | Diameter |
| -------- | ------- | -------- | -------- |
| K        | 57,8° N | 144,3° V | 58 km    |
| L        | 56,6° N | 144,8° V | 37 km    |
| M        | 54,7° N | 144,8° V | 23 km    |
| Q        | 56,6° N | 150,8° V | 43 km    |
| R        | 57,5° N | 153,0° V | 27 km    |
| X        | 62,1° N | 149,7° V | 77 km    |
| Y        | 59,9° N | 146,6° V | 25 km    |
| Z        | 61,3° N | 145,3° V | 30 km    |

## Måneatlas
- Billeder af Birkhoffkrateret i LPI-måneatlasset